# Sanddollars

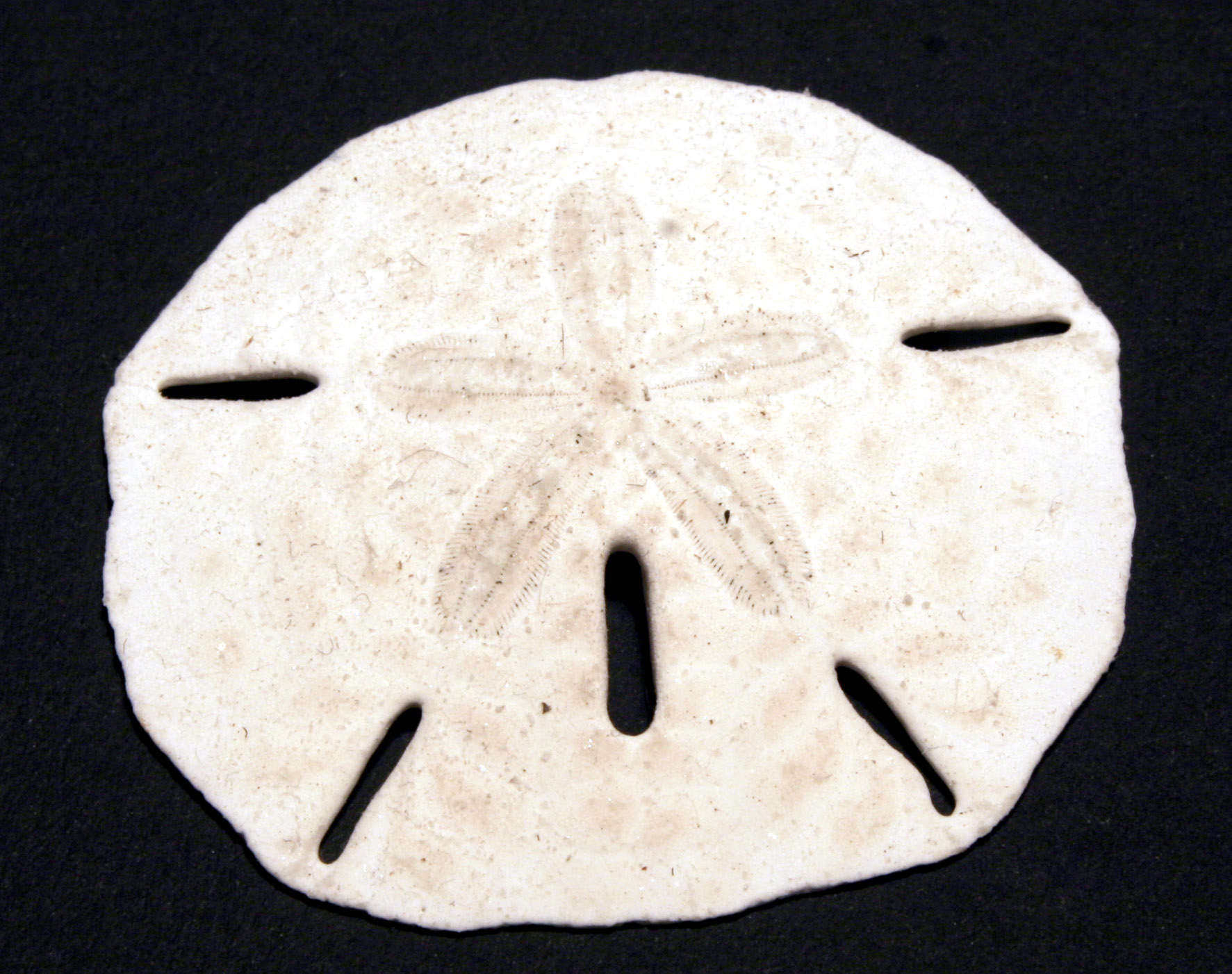
Sanddollarskelett

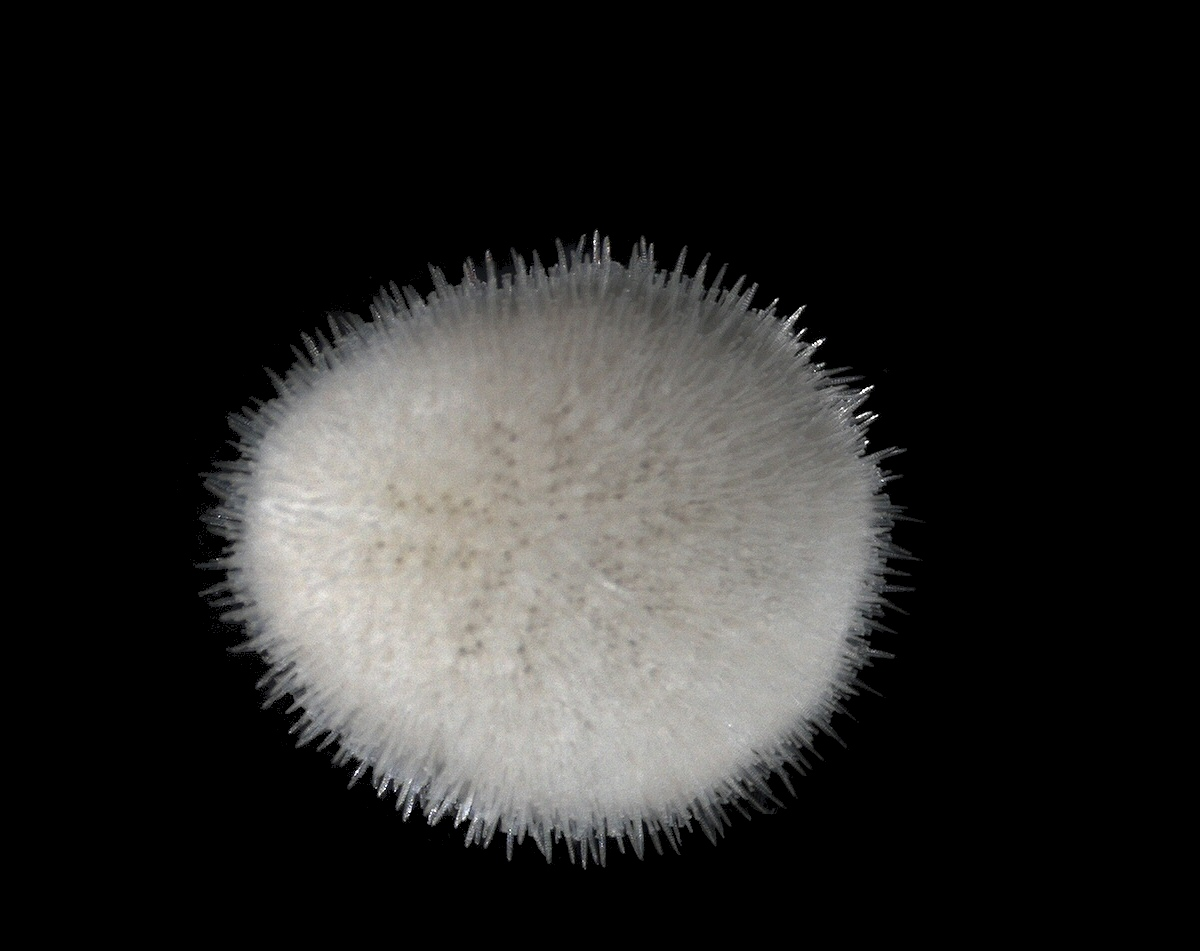
Echinocyamus pusillus

Die Sanddollars (Clypeasteroida) gehören der Klasse der Seeigel an. Sie leben an flachen Sandküsten aller Meere, wo sie sich von feinen organischen Partikeln, die an der Oberfläche der Sandkörner kleben, ernähren. Dazu lassen sich einige Arten von der Bewegung der Gezeiten mittragen und vergraben sich zeitweise im Sand, wo sie die Zeit der Ebbe problemlos überleben können. Andere Arten leben nur in den küstennahen Gewässern auf dem Sandgrund.
Im Gegensatz zu den Echten Seeigeln haben die Sanddollars sehr kleine Stacheln. Ihre flachen, aus Kalkplättchen zusammengesetzten Skelette sind von einer dünnen Epidermis und unzähligen Zilien überzogen. Diese feinen Härchen sind immer in flimmernder Bewegung und führen unter anderem die Nahrungsbestandteile über den Körper bis zur Mundgegend. Anders als die regulären Seeigel und die anderen Stachelhäuter, die pentaradiale Körpersymmetrien aufweisen, sind die flachen Körper der Sanddollars bilateralsymmetrisch, Mund und After befinden sich auf der Unterseite. Trotzdem ist ihre radiale Fünfteilung noch zu erkennen.
Eine Vielzahl von Ambulakralfüßchen ermöglichen den Sanddollars eine langsame Fortbewegung, jedoch ausschließlich vorwärts, eventuell mit leichten Abweichungen nach den Seiten. Innerhalb einer knappen Minute können sich die Sanddollars außerdem vollständig im Sand eingraben.
Auf der Oberseite des Körpers sind für die Atmung zuständige Ambulakralfüßchen ähnlich fünffacher Blütenblätter angeordnet. Viele Arten der Sanddollars weisen regelmäßig angeordnete Einschnitte oder Löcher in der flachen Scheibe auf.
Wie alle Seeigel haben die Sanddollars einen als Laterne des Aristoteles bezeichneten Kieferapparat. Die Bauweise dieser Laterne des Aristoteles ist bei den Sanddollars vereinfacht. Ein aus fünf Elementen zusammengesetzter, fünfzackiger Stern trägt im Zentrum die stetig nachwachsenden Zähne.

## Systematik
- Unterordnung Clypeasterina  L. Agassiz, 1872
  - Familie Arachnoididae Duncan, 1889
  - Familie Clypeasteridae  L. Agassiz, 1835
- Unterordnung Scutellina Haeckel, 1896
  - Infraordnung Scutelliformes Haeckel, 1896
    - Familie Astriclypeidae Stefanini, 1912
    - Familie Dendrasteridae  Lambert, 1889
    - Familie Echinarachniidae  Lambert, 1914
    - Familie Mellitidae  Stefanini, 1911
    - Familie Scutellidae Gray, 1825

  - Infraordnung Laganiformes Desor, 1857
    - Familie Echinocyamidae Lambert & Thiery, 1914
    - Familie Fibulariidae  Gray, 1855
    - Familie Laganidae Desor, 1859
    - Familie Rotulidae Gray, 1855

## Verschiedenes
Der Sanddollar ist das Symbol der International Society for Ecological Economics. Außerdem ist ein Sanddollar der Art Rotula deciesdigitatus das Symbol des World Register of Marine Species.